# جان مونکتون
جان مونکتون (انگلیسی: John Monckton; ۲۸ اکتبر ۱۹۳۸ – ۲۹ ژوئن ۲۰۱۷) شناگر اهل استرالیا بود.
وی در مسابقات کشوری و بین‌المللی در مجموع برندهٔ ۲ مدال طلا، ۱ مدال نقره شده‌است.